# Émetteur de radiotélévision d'Espoo
L'émetteur de radiotélévision d'Espoo (finnois : Espoon radio- ja televisioasema) est situé dans le quartier de Latokaski à Espoo en Finlande.

## Présentation
Le mât d'Espoo est un mât construit sur l'éminence Harmaakallio, près de Latokaski, en lien avec la station de radio et de télévision d'Espoo.
La hauteur du mât au-dessus du sol en 1971 était de 303 mètres.
Depuis l'élévation de 1988, il mesure 326 mètres et c'est la troisième structure la plus haute de Finlande après les mâts de radio et de télévision à Hollola et a Haapavesi.
Le mât de la station de radio et de télévision d'Oulu est cependant tout aussi haut. La station de radio et de télévision a été achevée en 1971.

## Fréquences

### Radio analogique
| Fréquence (MHz) | Nom                      | RDS PS             |
| --------------- | ------------------------ | ------------------ |
| 87,9            | Yle Radio 1              | YLE YKSI           |
| 91,9            | YleX                     | YLEX               |
| 94,0            | Yle Radio Suomi Helsinki | YLESUOMI / YLE HKI |
| 98,9            | Yle X3M                  | YLE X3M            |
| 101,1           | Yle Vega                 | YLE VEGA           |
| 103,7           | Yle Puhe                 | YLE PUHE           |
| 97,5            | Yle Mondo                | YLEMONDO           |
| 106,2           | Radio Nova               | NOVA               |
| 96,2            | Iskelmä                  | ISKELMA            |
| 99,4            | Radio City               | CITY               |
| Sources, :      |                          |                    |

### Télévision numérique
| Canal | Chaînes |
| 32    | * Yle TV1 * Yle TV2 * MTV3 * Nelonen * Yle Teema & Fem * AVA * Estradi |
| 43    | * Discovery * MTV * Ruutu+ Dokkarit * C More First * C More Series * Nick Jr. * Investigation Discovery * Animal Planet * C More Hits * Viasat History * SuomiAreena TV * DNA-infokanava |
| 46    | * TV5 * Kutonen * TLC * FOX * Frii * Aito Iskelmä Harju & Pöntinen * Viacom Channel * National Geographic |
| 44    | * Sub * Liv * Jim * Hero * AlfaTV * 0700 1 1111 deitti |
| 39    | * C More Max * C More Juniori * Eurosport * Ruutu+ Urheilu * Ruutu+ Leffat ja Sarjat * Ruutu+ Lapset * Disney Channel * C More Sport * Viasat Jalkapallo * Viasat Jääkiekko * Viasat Sport * Viasat Hockey * Viasat Urheilu * Viasat Golf * Eurosport * National Geographic Wild * Disney Junior * Disney XD * C More Sport * Ruutu+ Urheilu 3 * Ruutu+ Urheilu 4 * Ruutu+ Urheilu 5 * Ruutu+ Urheilu 6 * Ruutu+ Urheilu 7 * Ruutu+ Urheilu 8 * Viasat NHL Xtra 1 * Viasat NHL Xtra 2 * Viasat NHL Xtra 3 * Viasat NHL Xtra 4 * Viasat NHL Xtra 5 * Viasat NHL Xtra 6 * Viasat NHL Xtra 7 * Viasat NHL Xtra 8 * Viasat Film Premiere * Hustler * Blue Hustler |

### Télévision analogique
Les émissions analogiques de la station se sont terminées comme pour le reste de la Finlande le 1er septembre 2007 à 4 heures du matin.
Les programmes des réseaux TV1 et TV2 d'Yle ont été diffusés depuis la station depuis le début, c'est-à-dire jusqu'en 1971, à partir du 1er décembre 1986 également Kolmoskanava / MTV3, à partir du 1er décembre 1988 TV4 / SVT Europa et à partir du 1er juin 1997 Nelonen.